# نارسيسو مارتينيز
نارسيسو مارتينيز (بالإسبانية: Narciso Martínez)‏ هو موسيقي مكسيكي، ولد في 29 أكتوبر 1911 في رينوسا في المكسيك، وتوفي في 5 يونيو 1992 في سان بنيتو في الولايات المتحدة.

## وصلات خارجية
- نارسيسو مارتينيز على موقع ميوزك برينز (الإنجليزية)
- نارسيسو مارتينيز على موقع أول ميوزيك (الإنجليزية)
- نارسيسو مارتينيز على موقع ديسكوغز (الإنجليزية)